# Romy Tarangul
Romy Tarangul (* 19. Oktober 1987 in  Frankfurt (Oder)) ist eine deutsche Judoka (2. Dan).

## Leben
Tarangul betreibt seit 1995 Judo. Ihr erster Verein war Blau-Weiß Frankfurt (Oder), ihr erster Trainer Gerald Haack. Als Lehramtsstudentin startete sie für den JC 90 Frankfurt (Oder), wo sie von Benny Biemüller trainiert wurde. Sie trat in der Gewichtsklasse bis 52 kg an.
Bei den Weltmeisterschaften 2007 in Rio de Janeiro konnte sie keine größeren Erfolge erzielen. Die Europameisterschaften in Lissabon beendete sie als Vizeeuropameisterin. Beim internen Kampf in Deutschland um die Olympiaqualifikation im Rahmen der Europameisterschaften 2008 musste sich Tarangul starker Konkurrenz, etwa von Melanie Lierka und Susi Zimmermann, erwehren. Zunächst schaltete sie ihre Vereinskonkurrentin Mareen Kräh aus, später die Russin Anna Charitonowa, die zunächst im direkten Kampf knapp vorne gelegen hatte. Auf dem Weg zur Qualifikation gewann sie in Sofia eine Weltcupveranstaltung und drang somit in den Kreis der Europäerinnen mit den meisten Ranglistenpunkten vor. Bei den Europameisterschaften unterlag sie erst im Finale der Spanierin Ana Carrascosa und qualifizierte sich als Vierte der Rangliste für die Olympischen Spiele 2008 in Peking. Dort gewann sie zunächst ihren ersten Kampf gegen die Usbekin Zinnura Joʻraeva. Im Achtelfinale verlor sie gegen Misato Nakamura, anschließend in der Trostrunde gegen Ilse Heylen aus Belgien und schied aus. Bei den Weltmeisterschaften 2009 in Rotterdam gewann Tarangul durch einen Sieg im kleinen Finale gegen die Chinesin He Hongmei die Bronzemedaille.
Im April 2012 holte Tarangul bei den Europameisterschaften in Tscheljabinsk die Bronzemedaille, womit sich die Frankfurterin die Teilnahme an den Olympischen Spielen in London sicherte. Dort erreichte sie das Achtelfinale, in dem sie gegen die Italienerin Rosalba Forciniti ausschied.
Zusammen mit Katharina Scholz, Petra Niemann und Nicole Reinhardt ließ sich Romy Tarangul für das Olympia Spezial 2008 des Playboy fotografieren.
2016 heiratete sie.